# Udjána
Udjána (tib. O rgyan) je legendární buddhistická krajina, podle tradice tibetského buddhismu často citována jako zřídlo nauk tanter a místo narození největších mistrů vadžrajány. Podle nauk se v Udjáně narodil Garab Dordže, Vimalamitra a také Padmasambhava. Mnoho tibetských textů umisťuje Udjánu jednoduše na západ od Indie. Zmiňuje se o ni již poutník Fa-sien.
Jeden ze vzácných mistrů školy Ňingmapa, Patrul rinpočhe, popisuje podrobněji místo narození mistra Garaba Dordžeho. Popisuje také Udjánu, která je nedaleko jezera Kutra v regioně Dhanakoša. V dnešní době je to na území Pákistánu v regionu Kašmír.